# Jaroslav Peprník
Jaroslav Peprník (* 11. února 1927 Ivančice) je český filolog, lingvista, amerikanista a autor řady monografií i učebnic zabývající se anglosaským světem a anglickým jazykem. 

## Život
Během studia na gymnáziu byl totálně nasazen. Po skončení 2. světové války studoval anglický jazyk a historii na Filozofické fakultě Masarykovy univerzity v Brně.
Je zastáncem demokratických principů a tradic, což nebylo pohodlné tehdejšímu totalitnímu režimu. V letech 1950–1954 byl nucen sloužit u pomocných technických praporů (PTP). Od roku 1954 působí jako profesor anglistiky a amerikanistiky na FF Univerzity Palackého v Olomouci. Přednáší zejména lexikální sémantiku, varianty angličtiny ve světě a historicko-kulturní geografický rozbor Velké Británie a USA.
Svou práci zaměřuje především na anglosaský svět a jeho postavení, úlohu v nynějším světě. Svůj dlouhodobý zájem o anglicky hovořící svět a zkušenosti sepsal ve dvou prozatím vydaných monografiích. Celkem vydal na 10 skript, celou řadu dalších publikací a zabývá se též mj. lektorováním cizích rukopisů (učebnic, slovníků) a překladem různých materiálů. 
Za rok 2003 obdržel Cenu města Olomouce v oblasti společenské vědy.

## Dílo
- Slovník amerikanismů SPN, 1982: J. Peprník
- Angličtina pro jazykové školy 1 Fortuna: J. Peprník, E. Zábojová, S. Nangonová, ISBN 80-7168-732-4
- Angličtina pro jazykové školy 2 Fortuna: J. Peprník, E. Zábojová, S. Nangonová, ISBN 80-7168-733-2
- Angličtina pro jazykové školy 3 Fortuna: J. Peprník, D. Sparling, S. Nangonová, ISBN 80-7168-794-4
- Angličtina pro jazykové školy 4 Fortuna: J. Peprník, D. Sparling, S. Nangonová, ISBN 80-7168-816-9
- Angličtina pro pokročilé 1 Fortuna: J. Peprník, ISBN 80-7168-673-5
- Angličtina pro pokročilé 2 Fortuna: J. Peprník, ISBN 80-7168-674-3
- Anglie očima české literatury od středověku po rok 2000 Univerzita Palackého v Olomouci, 2000: J. Peprník, ISBN 80-244-0225-4
- Amerika očima české literatury od vzniku USA po rok 2000
- Journalistic English vydaná u Nakladatelství Olomouc s.r.o.: J. Peprník, ISBN 80-7182-197-7
- Británie a USA - ilustrované reálie Nakladatelství Olomouc: J. Peprník, ISBN 80-7182-182-9
- Angličtina pre samoukov a kurzy 1 Nakladateľstvo Priroda: J. Peprník, E. Zábojová, S. Nangová, ISBN 80-07-01166-8
- Úvod do dějin kultury Velké Británie
- A Guide to British Studies Univerzita Palackého v Olomouci: J. Peprník, ISBN 80-244-1525-9
- Anglický jazyk pro filology: celostátní vysokoškolská učebnice pro studenty filozofických fakult 1 SPN, 1990: J. Peprník, 3. vydání, ISBN 80-04-24587-0
- Anglický jazyk pro filology: celostátní vysokoškolská učebnice pro stud. filozof. fakult stud. oboru moderní filologie SPN, 1984: J. Peprník, 1. vydání (2. vydání 1987)
- Anglický jazyk pro filology: celostátní vysokoškolská učebnice pro studenty filozofických fakult 2 SPN, 1987: J. Peprník, 1. vydání (2. vydání 1990)
- Anglo-americké reálie v české literatuře Univerzita Palackého Olomouc, 1988: J. Peprník
- English lexicology Univerzita Palackého Olomouc, 2007: J. Peprník, ISBN 80-244-1530-5